# Griffin, Georgia
Griffin är en stad (city) i Spalding County, i delstaten Georgia, USA. Enligt United States Census Bureau har staden en folkmängd på 23 628 invånare (2011) och en landarea på 36 km². Griffin är huvudort i Spalding County.